# Lliga Democràtica de la Xina
La Lliga Democràtica de la Xina (xinès simplificat : 中国民主同盟; xinès tradicional : 中國民主同盟; pinyin : Zhōngguó Mínzhǔ Tóngméng), en la seva forma abreujada “Minmeng", és un dels vuit partits legalitzats a la República Popular de la Xina juntament amb el Guomindang (l'anomenat Comitè Revolucionari del Partit Nacionalista), l'Associació de la Construcció Democràtica de la Xina, l' Associació per a la Promoció de la Democràcia de la Xina, el Partit Democràtic Camperol i Obrer de la Xina, el Zhigongdang, la Societat Jiusan i la Lliga per a la Democràcia i l'Autonomia de Taiwan, cap dels quals fa ombra al control que el Partit Comunista de la Xina  exerceix al país.
La Lliga es va fundar el març de 1941,a Chongqing (encara que abans ja es van realitzar intents) amb el nom d' Aliança del Grup Polític Democràtic de la Xina que el 1944 es va reorganitzar i passà a denominar-se de Lliga Democràtica de la Xina. Estava integrada per intel·lectuals reformistes (molts dels quals estaven vinculats a l'àmbit educatiu)i camperols i assalariats que donaven suport al socialisme i patriotes progressistes. Aquesta formació estava integrada per tres partits i diverses associacions. Els objectius que defensaven eren, entre altres la separació de poders i els drets humans i la lluita contra l'invasor japonès i mantenint una tercera via entre les nacionalistes del Kuomintang i el Partit Comunista de la Xina. Entre les seus líders, destacaven :Liang Shuming, Fei Xiaotong, Li Huang, Carson Chang, Huang Yanpei, Wu Han, Chu Anping i Wen Yiduo. Arran de la il·legalització per part de Chiang Kai-shek i la incorporació de militants que va resultar que eren comunistes, la possibilitat de fer de mediadors en el conflicte entre nacionalistes i comunistes es va esfumar. Van abandonar la Lliga organitzacions com el Partit Socialdemòcrata de la Xina que acaba escindint-se entre els qui van refugiar a Taiwan i els qui van romandre al continent. Xifres oficials indiquen que el formen uns 200.000 membres.

## Presidents
- Huang Yanpei (黄炎培): 1941—1941.
- Zhang Lan (张澜): 1941—1955.
- Shen Junru (沈钧儒): 1955—1963.
- Yang Mingxuan (杨明轩): 1963—1967.
- Shi Liang (史良): 1979—1985.
- Hu Yuzhi (胡愈之): acting, 1985—1986.
- Chu Tunan (楚图南): 1986—1987.
- Fei Xiaotong (费孝通): 1987—1996.
- Ding Shisun (丁石孙): 1996—2005.
- Jiang Shusheng (蒋树声) 2005—2012.
- Baowen (张宝文) 2012[1]